# 그라지 마사페라
그라지 마사페라(Grazi Massafera, 1982년 6월 28일 ~ )는 브라질의 배우, 미인 대회 우승자이다.